# 리스토베이
리스토베이는 온라인 설문 조사를 전문으로하는 서비스(SaaS) 회사로서 대한민국 온라인 소프트웨어이다.
주요 기능으로는 원하는 방식으로 누구나 쉽게 설문을 제작할 수 있으며, 다양한 방법으로 더 많은 패널들에게 설문지를 전달하며, 니즈에 맞게 분석하여 마케팅에 필요한 인사이트를 얻을 수 있다.

## 참조
- 2021.07.26 일리야 라이프스타일
- 2021.07.28 IT'S UKJIN
- 세수하면이병헌
- 세수하면이변헌 - 2
- 뮤트